# 大泽山
大泽山，又名九青山，是位于中国山东省青岛市平度市的一座山峰，主峰海拔737米。大泽山盛产葡萄且品种丰富，每年八月底举办有大泽山葡萄节。大泽山有天柱山摩崖刻石、岳石文化遗址、大泽山石刻及智藏寺墓塔林三处全国重点文物保护单位。其中岳石文化遗址是胶东岳石文化的典型代表，天柱山石刻是北魏著名书法家郑道昭所写。位于大泽山的大泽山景区同时也是山东省级风景名胜区和省级森林公园。